# إجهاض
الإجهاض لغةّ من الجهيض الذي توقف عن النمو قبل الاكتمال، أو الجهيض هو عضو غير مكتمل النمو؛ وفي اللغة إسقاط الجنين؛ إِلْقاءُ الأُمِّ لِوَلَدِهَا قَبْلَ الاكْتِمال؛ فهو جهيض. ويسمى التطريح أيضا بمعنى أن يسبب الإجهاض.
وهو انتهاء الحمل بخروج أو نزع الجنين من الرحم قبل أن يصبح قادراً على الحياة. والإجهاض يمكن أن يحدث تلقائياً بسبب مضاعفات أثناء الحمل فيسمى الإجهاض التلقائي. والإجهاض المستحث للحفاظ على الحالة الصحية للحامل يعرف بالإجهاض العلاجي، في حين أن الإجهاض المستحث لأي سبب آخر يعرف بالإجهاض الاختياري. ويشير مصطلح الإجهاض غالباً إلى الإجهاض المحرض.
الإجهاض المحرض (المستحث) من أسلم الإجراءات الطبية في البلدان المتطورة التي يسمح القانون بإجرائه.
يُعرّف معجم أكسفورد هذه العملية بأنها الإنهاء المتعمّد لحمل بشري، يتم اجراؤه غالبًا خلال الأسبوع الثامن والعشرين من الحمل.
للإجهاض تاريخ طويل، وكان يُجرى بأساليب عدة منها الأعشاب واستخدام الأدوات الحادة والصدمات الجسدية وغيرها من الأساليب التقليدية. في حين أن الطب المعاصر يستخدم الأدوية والعمليات الجراحية للحث على الإجهاض. إن للشريعة والعرف والثقافة وجهات نظر حول الإجهاض تتفاوت من بلد لآخر. هناك جدل في كثير من البلدان حول مدى أخلاقية وقانونية الإجهاض. يقوم الإجهاض والقضايا المتعلقة به بدور بارز في الحياة السياسية الوطنية في العديد من الدول وغالبا ما تنطوي على معارضة من جهة الحركات المعارضة للإجهاض، وتأييد من جهة مؤيدي حق المرأة في الخيار في جميع أنحاء العالم. انخفضت حالات الإجهاض في جميع أنحاء العالم، وذلك تزامنا مع زيادة خدمات تنظيم الأسرة والتعليم وخدمات منع الحمل. انخفض عدد حالات الإجهاض في الولايات المتحدة الأمريكية بنسبة 8% في الفترة من 1996 إلى 2003.

## أنواع الإجهاض

### الإجهاض التلقائي

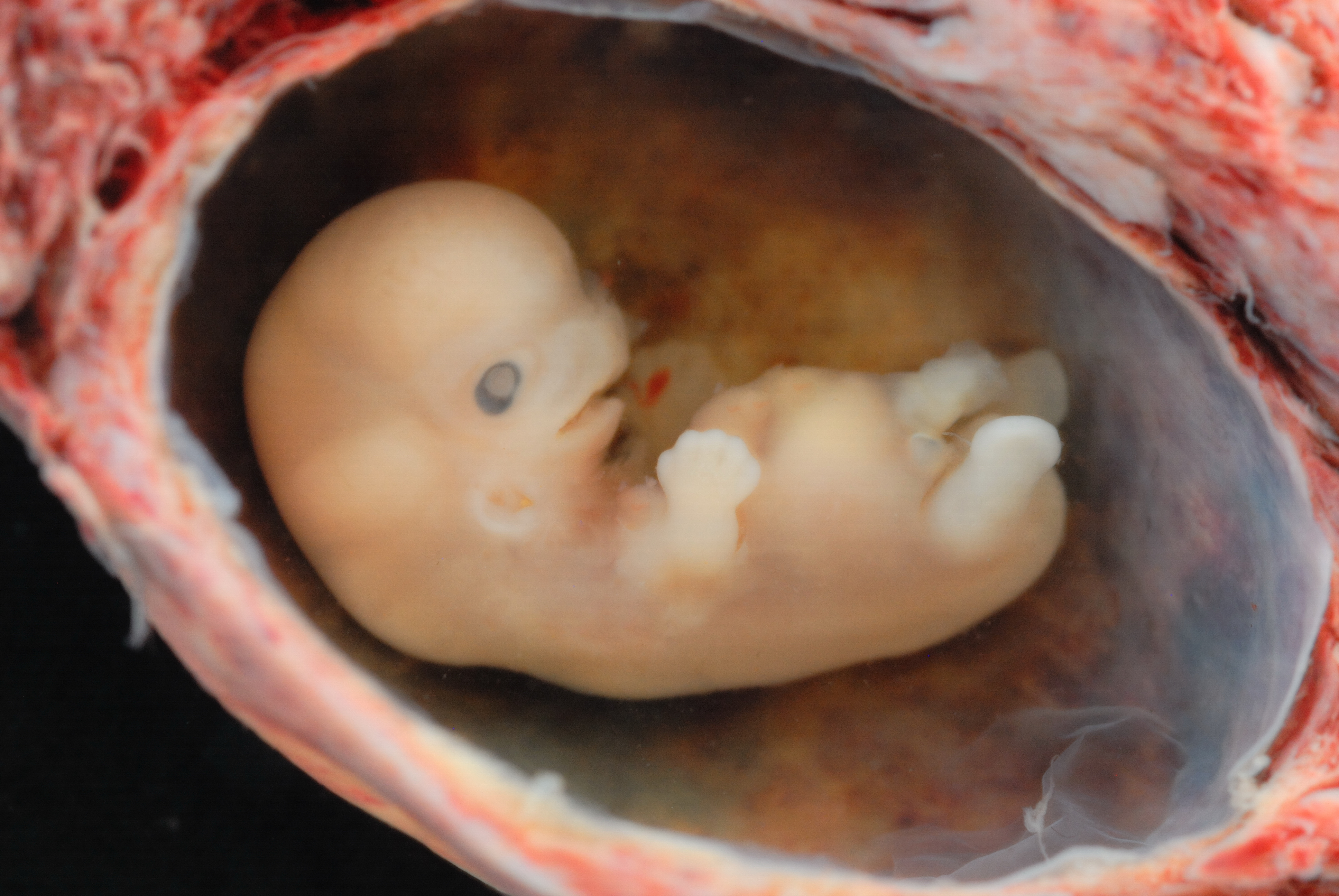
إجهاض تلقائي كامل بعد حوالي 6 أسابيع من الحمل، أي بعد 8 أسابيع من LMP

الإجهاض التلقائي هو خروج الجنين من الرحم بسبب الصدمات العرضية أو لأسباب طبيعية ويحدث عادة قبل الأسبوع الثاني والعشرين من الحمل؛ يختلف تعريف عمر الحمل من بلد إلى آخر. وتنتج معظم حالات الإخفاق عن تكرار غير صحيح للكروموسومات، بل يمكن أيضا أن تكون ناجمة عن عوامل بيئية. والحمل الذي ينتهى قبل 37 أسبوعا من بدايته والذي يؤدي إلى حياة المولود يعرف بـ«ولادة سابقة لأوانها». عندما يموت الجنين في الرحم بعد حوالي 22 أسبوعا، أو أثناء الولادة، يطلق عليه غالبا «مولود ميت». وعامة لا تعتبر الولادات السابقة لأوانها وولادة مولود ميت من أنواع الإخفاق، بالرغم من ذلك فاستخدام هذه المصطلحات يتداخل أحيانا.
ينتهي ما بين 10% و50% من حالات الحمل بإجهاض سريري واضح، تبعاً لعمر وصحة المرأة الحامل. ومعظم حالات الإجهاض التلقائي تحدث في وقت مبكر جدا من الحمل، ففي معظم الحالات، يحدث في مرحلة مبكرة جدا من الحمل لدرجة أن المرأة لا تكن على علم بأنها حامل. وجدت إحدى الدراسات والتي تم فيها اختبار لهرمونات التبويض والحمل أن 61.9% من الأجنة فقدت قبل 12 أسبوعا، و91.7% من هذه الخسائر وقعت دون سريريا، دون علم المرأة الحامل.
ينخفض خطر الإجهاض التلقائي بحدة بعد الأسبوع العاشر من آخر فترة حيض. أظهرت دراسة أجريت على 232 من النساء الحوامل «خسارة افتراضية كاملة بحلول نهاية الفترة الجنينية» (10 أسابيع LMP) مع معدل خسارة حمل 2 في المائة فقط بعد 8.5 أسابيع LMP.
السبب الأكثر شيوعا للإجهاض التلقائي خلال الربع الأول هو شذوذ كروموسومات الجنين، والتي تمثل ما لا يقل عن 50% من خسائر الحمل المبكر. وتشمل الأسباب الأخرى أمراض الأوعية الدموية (مثل الذئبة)، مرض السكري، وغيرها من المشكلات الهرمونية، والعدوى، وشذوذات في الرحم. يعد التقدم في سن الامومة والحالات السابقة من الإجهاض من أكبر العوامل التي تؤدي إلى الإجهاض التلقائي. ومن الممكن أيضا أن ينجم عن التعرض لصدمة عرضية؛ إما الناتج عن صدمة متعمدة أو اجهاد فيعتبر إجهاض مستحث أو إسقاط للأجنة.

### الإجهاض المتعمد
توجد عدة طرق للإجهاض المتعمد، ويتوقف اختيار الطريقة أساسا على حجم الجنين وعمره. يتم أيضا اختيار إجراءات محددة بناء على الشرعية والإقليمية، والأفضل للطبيب والمريض. وتتميز أسباب حالات الإجهاض المستحث عادة إما بالاختيار أو العلاجية، ويكون الإجهاض عملية علاجية في الحالات التالية:
- إنقاذ حياة المرأة الحامل[17]
- الحفاظ على صحه المرأة البدنية أوالعقلية[17]
- تشوه الأجنة.
- انتقائية خفض عدد الأجنة للتقليل من المخاطر الصحية المرتبطة بتعدد الحمل.[17]
- حين يكون للجنين «نوعية حياة غير طبيعيّة » أي أنه يعاني من معوقات جسدية خطيرة أو مشاكل وراثية خطيرة أو عيوب ذهنيّة خطيرة. فمثلا سمح القسم ]  1 (1) د [ من قانون الإجهاض في المملكة المتحدة لعام 1967 بإنهاء الحمل في أي وقت إذا كان هناك خطر كبير بأن الطفل المولود يعاني من إعاقة خطيرة.[18]

الإجهاض يشار إلى الاختيار عندما يتم بناء على طلب من امرأة «لأسباب غير صحيه للأم أو للجنين»

## أساليب الإجهاض

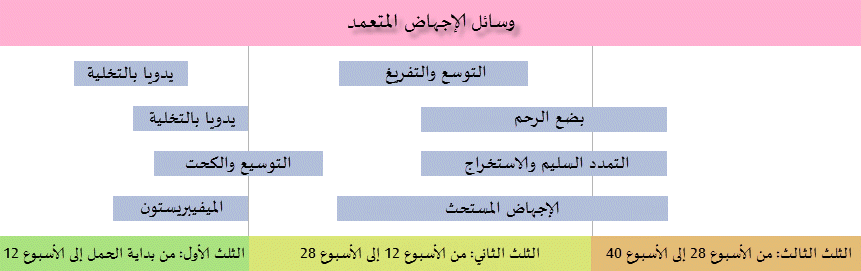
يتم تحديد الاسلوب المناسب للاجهاض عن طريق عمر الحمل.

### أساليب دوائية
«الإجهاض الدوائي» هو الإجهاض بدون جراحة وتستخدم فيه العقاقير الدوائية، ويكون فعالاً في الأشهر الثلاثة الأولى من الحمل. [بحاجة لمصدر] ويشكل الإجهاض الدوائي 10% من جميع حالات الإجهاض في الولايات المتحدة الأمريكية وأوروبا. [بحاجة لمصدر] وتشمل النظم المجمعة الميثوتركسات أو ميفيبريستون، تليها بروستاغلاندين (إما ميزوبروستول أو misoprostol : gemeprost يستخدم في الولايات المتحدة؛ gemeprost يستخدم في المملكة المتحدة والسويد.) عندما تستخدم في غضون 49 يوما من الحمل، وجدير بالذكر أن حوالي 92% من النساء الذين خضعوا لإجهاض طبي مع نظام مجمع أكملوا الإجهاض من دون التدخل الجراحي. يمكن استخدام misoprostol وحده، ولكنه سيحقق كفاءة أقل من استخدامه ضمن نظم مجمعة. في حالات فشل الإجهاض الدوائي، يستخدم التنفس الصناعي لإكمال عملية الإجهاض جراحيا.

### أساليب جراحية

اجهاض بالشفط بعد 8 اسابيع من عمر الحمل (6 أسابيع من الإخصاب).
1:المثانة
2:الجنين
3:بطانة الرحم
4:منظار
5:المجرفة الطبية
6:موصل بمضخة شفط

الأسلوب الأكثر شيوعا في أول 12 أسبوع من الحمل هو الإجهاض بالشفط أو الإفراغ. يتم الإجهاض بالشفط اليدوي (MVA) عن طريق إزالة الجنين، والمشيمة والأغشية عن طريق الشفط باستخدام حقنة يدوية، بينما يتم الإجهاض بالشفط الكهربائي (EVA) عن طريق استخدام مضخة كهربية. هذه الأساليب قابلة للمقارنة، وتختلف في الآلية المستخدمة في تنفيذ الشفط، وفي أي مرحلة من عمر الحمل يمكن استخدامها، وما إذا كان من الضروري تمدد عنق الرحم ام لا. الإجهاض بالشفط اليدوي، والمعروف أيضا باسم «شفط مصغر» و«استخراج الطمث»، يمكن استخدامه في وقت مبكر جدا من الحمل، حيث عنق الرحم لا يحتاج للتمدد. ويطلق على الأساليب الجراحية أحيانا اسم 'إنهاء الحمل الجراحي' (STOP). يستخدم التمدد والإخلاء (D&E) من الأسبوع ال 15 حتى ال 26 تقريبا. ويتم التمدد والإخلاء (D&E) عن طريق فتح عنق الرحم وتفريغه باستخدام أدوات الجراحة والشفط.
يعد ثاني أسلوب من حيث شيوع الاستخدام هو التمدد والجرف (D&C)، وهو يعد إجراء طبي نسوي قياسي يتم تطبيقه لأكثر من سبب مثل فحص بطانة الرحم لاحتمال وجود ضرر، أو التحقيق في حالات النزيف غير العادي والإجهاض. يشير الجرف إلى تنظيف جدران الرحم بالمجرفة. توصي منظمة الصحة العالمية بهذا الإجراء، والذي يسمى أيضاالجرف الحاد فقط في حالة عدم توافر الإجهاض بالشفط اليدوي. يستخد مصطلح (D&C) أو أحيانا مجرفة الشفط، باعتباره كناية عن اجهاض الربع الأول من عمر الحمل، بغض النظر عن الطريقة المستخدمة.
أساليب أخرى يجب أن تستخدم للحث على الإجهاض في خلال الربع الثاني من عمر الحمل. يمكن أن تتم الولادة المبكرة عن طريق البروستاغلاندين وهذا العقار يمكن أن يكون مقرونا مع حقن السائل الذي يحيط بالجنين بمنشطات تتضمن أملاح أو يوريا. بعد الأسبوع الـ16 من الحمل، يمكن احداث الإجهاض عن طريق التمدد والاستخراج السليم (IDX) (والذي يسمى أيضا إزالة ضغط الجمجمة)، الأمر الذي يتطلب جراحة لإزالة الضغط عن رأس الجنين قبل الإخلاء. أحيانا يطلق علي IDX اسم «إجهاض الولادة الجزئية»، والذي تم حظره بالولايات المتحدة. الإجهاض الاستئصالي هو إجراء مماثل للجراحة القيصرية، ويتم تحت تخدير عام. وهو يتطلب شق اصغر من شق العملية القيصرية، ويستخدم في المراحل الأخيرة من الحمل.
في الفترة من 20 إلى 23 أسبوع من عمر الحمل، يمكن استخدام الحقن لوقف قلب الجنين في المرحلة الأولى من الإجهاض الجراحي للتأكد من أن الجنين لن يولد حيا.

### أساليب أخرى

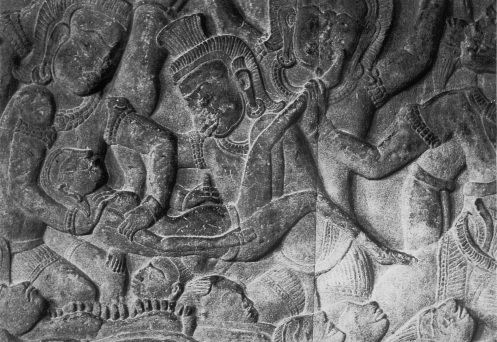
نقوش تزين معبد انجكور وات في كمبوديا تصور شيطاناً يؤدي إجهاضاً لامرأة تم ارسالها إلى الجحيم

تاريخيا، هناك عدد من الأعشاب التي اشتهرت كمجهضات استخدمت في الطب الشعبي مثل: حشيشة الدود، النعناع، كوهوش السوداء، ولكنها لا تستخدم الآن (انظر تاريخ الإجهاض). إن استخدام الأعشاب بهذه الطريقة يمكن أن يسبب آثار جانبية خطيرة - بل قاتلة -، مثل فشل عدة أعضاء، وهو أمر لا يوصي به الأطباء.
يتم الإجهاض في بعض الأحيان عن طريق التسبب في صدمة على البطن. إذا كانت قوة الصدمة شديدة يمكن أن تتسبب في إصابات داخلية خطيرة دون أن تنجح بالضرورة عملية الإجهاض. ويعتبر الإجهاض بهذه الطريقة ساء تلقائي أو متعمد غير قانوني في أغلب البلدان. هناك تقليد قديم في جنوب شرق آسيا بخصوص الإجهاض وهو محاولة الإجهاض عن طريق التدليك. هناك نقوش تزين معبد انجكور وات في كمبوديا تصور شيطان يؤدي مثل هذا الإجهاض لامرأة تم إرسالها إلى الجحيم.
هناك وسيلة أخرى وهي الإجهاض المستحث ذاتيا وهو غير آمن ويتم فيه إساءة لاستخدام ميزوبروستول، وإدخال أدوات غير جراحية مثل إبرة حياكة المستندات وقطع الملابس في الرحم. ونادرا ما نرى هذه الطرق في البلدان المتقدمة حيث الإجهاض الجراحي متاح وقانوني.

## الاعتبارات الصحية
يعتبر الإجهاض الجراحي في وقت مبكر إجراء بسيطا وهو أكثر أمانا من الولادة عندما يتم قبل الأسبوع الـ16 من عمر الحمل. على غرار معظم الإجراءات التي تتصف بحد أدنى من العدوانية تحمل وسائل الإجهاض في طياتها، احتمالات ضئيلة لحدوث مضاعفات خطيرة. يزداد خطر حدوث مضاعفات تبعا لمدى التقدم في عمر الحمل.
تعاني النساء عادة من آلام طفيفة إذا تم الإجهاض خلال الربع الأول من الحمل. في عام 1979 أجريت دراسة على 2,299 مريض، وأفادت أن 97% منهن تعاني من قدر من الألم. تصنيف آلام المرضى وصف بأنه أقل من وجع الأذن أو الأسنان، ولكن أكثر من الصداع أو ألم الظهر. يتم استخدام وسائل التخدير العامة والمحلية خلال العمليات الجراحية.

### الصحة الجسدية
يتناول الجزء الأول من دراسة تتكون من جزئين لمجموعة Advice & Aid Pregnancy Centers الطبيّة شملت نساء سبق أن تعرضن للإجهاض أمكن تحديد الآثار الجانبية المتوقعة بعده، المضاعفات الجسديّة
حيث تقول الدراسة:  «أن ما يقرب من 1 من كل 100 امرأة خضعن لإجهاض مبكر سيعانين من مضاعفات، أما بالنسبة لعمليات الإجهاض التي تتم في مرحلة متأخرة من الحمل  فإن 1 من كل 50 امرأة ستعاني من مضاعفات.»

#### تشمل هذه الآثار
- نزيف شديد : النزف الشديد هو المشكلة الأكثر شيوعًا بعد الإجهاض، عادة ما يحدث النزيف الزائد نتيجة قطع المشيمة التي تبقى في الرحم وهذا ما يسمى الإجهاض الناقص، إذا تمت إزالة القطع، فسيتوقف النزيف غالبًا، كما يحدث النزيف أحيانًا بسبب عنق الرحم الممزق، والذي يجب أن تتم خياطته ليوقف النزيف.
- ألم في البطن والتشنج بعد العملية : يمكن أن يحدث هذا أيضًا أثناء العملية، حيث أن معظم مراكز الإجهاض لا تستخدم سوى المخدر الموضعي فقط وبالتالي تبقى المرأة مستيقظة خلالها.
- عدوى الرحم أو الدم : يمكن أن تنشأ العدوى من البكتيريا الشرجية المهبلية التي تتحرك خلال عنق الرحم المفتوح إلى الرحم، وكذلك البكتيريا التي تنتقل إلى مجرى الدم، كما يمكن أن تحدث العدوى أيضًا من المعدات غير المعقمة بالشكل الكافي وقد تسبب هذه العدوى فقدان القدرة على إنجاب أطفال في المستقبل  وفي الحالات الشديدة  قد تكون مهددة للحياة.
- ضرر لعنق الرحم : من أجل إجراء الإجهاض، يجب أن يكون عنق الرحم ممتدًا بقدر كبير من القوة وإن إجبار عنق الرحم على الانقباض يمكن أن يتسبب في ضرر لا سيما لدى النساء الأصغر سناً حيث قد تتسبب عدم القدرة على ابقاء عنق الرحم مغلقًا بما يكفي لحمل الأطفال في المستقبل.
- تندّب في الرحم : بسبب استخدام الأدوات داخل الرحم، يمكن أن يؤدي التندّب  إلى عدم القدرة على زرع البويضة الملقحة في الحمل في المستقبل بنسبة  (2- 5 ٪)  ، وتجريف جدران الرحم قد يسبب ثقوبًا غير مقصودة ويؤدي إلى استئصال الرحم (إزالة الرحم) وأيضاً في الظروف القصوى  قد يؤدي إلى حالة قاتلة محتملة تسمى التهاب الصفاق.
- حالات الحمل خارج الرحم (حالات حمل ليست في الرحم، كما هو الحال في قناة فالوب) : تشير الدراسات إلى أن خطر الحمل خارج الرحم هو أعلى بنسبة 30% بالنسبة للنساء اللواتي أجريت لهن عملية اجهاض واحدة و 4 مرات أعلى للنساء اللواتي لديهن اجهاض سابق أو أكثر، ويمكن أن يسبب الحمل خارج الرحم العقم كما يمكن أن يكون قاتلاً.[43]

### الصحة العقلية
العلاقة بين الإجهاض المتعمد والصحة العقلية هو مجال خصب للجدل. فلم تستطع الأبحاث العلمية أن تثبت علاقة سببية مباشرة بين الإجهاض وسوء الصحة العقلية، وإن كانت بعض الدراسات قد أشارت إلى أنه قد يكون هناك ارتباط. تعد العوامل التي كانت موجودة من قبل في حياة المرأة، مثل ارتباطهم العاطفي بالحمل، عدم وجود الدعم الاجتماعي، الأمراض النفسية السابق التعرض لها، والنظرة المحافظة حول الإجهاض، تعد كلها عوامل تزيد من احتمال معاناة المرأة من مشاعر سلبية بعد الإجهاض.
في استعراض تم عام 1990، وجدت الرابطة الأمريكية لعلم النفس (APA) أنه «نادرا ما تحدث ردود فعل سلبية شديدة [بعد الإجهاض] وإذا حدثت تكون متماشية مع ضغوط الحياة الطبيعية الأخرى». قامت الرابطة بمراجعة وتحديث للنتائج التي توصلوا إليها في آب / أغسطس 2008 للأخذ في الحسبان الدلائل الجديدة، ومرة أخرى توصلوا إلى أن الإجهاض المتعمد لا يؤدي إلى زيادة مشكلات الصحة العقلية. وهناك استعراض تم في عام 2008 من قبل مجموعة من جامعة جونز هوبكينز بلومبرغ للصحة العامة توصل إلى أن الدراسات الأعلى جودة وجدت نساء قليلات إن وجدن، قد حدث لهن تغيرات في الصحة العقلية، في حين أن الدراسات الأقل جودة أفادت وجود عواقب سلبية على صحة النساء العقلية بعد الإجهاض. وفي آب / أغسطس 2008، قامت الكلية الملكية للأطباء النفسيين بالمملكة المتحدة بمراجعة منهجية للأدب الطبي لتحديث بيان موقفها بشأن هذا الموضوع.
اعتقد البعض ان الآثار السلبية النفسية المترتبة على الإجهاض، يشير إليها المؤيدين للحياة كحالة مستقلة تسمى «متلازمة ما بعد الإجهاض.» ومع ذلك، فإن وجود «متلازمة ما بعد الإجهاض» غير معترف به من قبل أي منظمة طبية أو نفسية، وبعض الأطباء والمؤيدين للاختيار يدعون أن الجهود الرامية إلى الترويج لفكرة «متلازمة ما بعد الإجهاض» هو تكتيك يستخدمه نشطاء مؤيدي الحياة لأغراض سياسية.
ولكن يقول الجزء الثاني من دراسة مجموعة Advice & Aid Pregnancy Centers والذي تناول المضاعفات النفسية:
أن الآثار العاطفية التالية للإجهاض هي أكثر شيوعا من الآثار الجانبية الجسدية وأصبحت المشاعر التي يمكن أن تحدث بعد الإجهاض قابلة للتعريف بحيث سميت هذه الحالة باسم متلازمة الإجهاض (PAS) وهي شكل من أشكال تفاعلات الإجهاد اللاحق للصدمة (PTSD)  الذي يظهر بعد أن يعاني الفرد من حدث مرهق جدًا وصادم لدرجة أن هذا الشخص غير قادر على التعامل مع هذه التجربة ومتابعة حياته بشكل طبيعي.
و في ما يلي بعض من ردود الفعل المعتادة التي قد تحدث في الأشهر أو السنوات التالية للإجهاض (نادراً ما تعاني المرأة بعد الإجهاض من كل هذه الأعراض):
- الانطوائية (لتجنب الأفكار المؤلمة بعد الإجهاض حيث يعمل العديد من الأفراد الذين يعانون من الإجهاض على إيقاف تفاعلهم مع المحيط وقد يتخذ هذا شكل التخلي عن الصداقات والأسرة، خاصة إذا كان هؤلاء الأفراد جزء من تجربة الإجهاض).
- رفض الذات والشعور بالذنب (يمكن أن يخفض الإجهاض من غريزة الإنسان الأساسية لحماية طفله، مما يؤدي إلى شعوره بالذنب).
- شعور حاد بالحزن والخسارة.
- سرعة الغضب.
- الانشغال بالتفكير بالحمل مرة أخرى.
- تجنب الأطفال أو النساء الحوامل.
- عدم القدرة على تكوين روابط  مع الأطفال الحاليين أو المستقبليين.
- الخوف من أن يموت أطفالها في المستقبل.
- القلق والكوابيس.
- البرود العاطفي.
- عدم القدرة على الصفح عن الذات أو الآخرين (المتسببين بالإجهاض).
- زيادة تعاطي الكحول والمخدرات.
- اضطرابات الأكل.
- متلازمة الذكرى (التعلّق بتاريخ ولادة الطفل المجهض أو تاريخ الإجهاض).
- خواطر أو محاولات الانتحار.
في فترة ما بعد الإجهاض مباشرة، غالباً ما تبلغ المرأة عن شعورها بالراحة ومع ذلك تشير الدراسات إلى أن الآثار النفسيّة يمكن أن تكون أكثر عمقاً وخاصة عند النساء اللواتي لا يملكن أطفال بالمقارنة مع النساء اللواتي أنجبن من قبل، وتكون نسبة الوفاة وخاصة الانتحار عندهن أكبر.
وبما أن الإجهاض يؤثر على كل شخص بشكل مختلف فالبعض يُصاب بصدمات نفسية وآخرون لا يشعرون بشيء أثناء الإجهاض وفي السنوات اللاحقة، ونظرًا لأن كل شخص يختلف عن الآخر، فإن ردود فعلهم بسببه تكون متباينة. حيث يجد بعض الذين عانوا من المشاعر السلبية أن هذه المشاعر تزول مع الوقت أما آخرون فيواجهون صعوبة أكبر في التغلب عليها مع تقدّم الوقت.

## عدد حالات الإجهاض المتعمد
تختلف أسباب وقوع الإجهاض المتعمد من إقليم لآخر. فقد قُدر أن ما يقرب من 46 مليون حالة إجهاض تتم في جميع أنحاء العالم كل سنة. من بينهم، 26 مليون حالة يقال أنها تحدث في الأماكن التي يكون فيها الإجهاض قانونيا؛ أما الـ20 مليون الحالة الباقية فهي تقع في بلدان لا تقنن الإجهاض. في بعض البلدان، نجد معدل منخفض للإجهاض المتعمد، مثل بلجيكا (11.2 من كل 100 حالة حمل معروفة) وهولندا (10.6 من كل 100)، في حين يرتفع هذا المعدل نسبيا في بلدان أخرى مثل روسيا (62.6 من كل 100) وفيتنام (43.7 من كل 100). تقدر النسبة العالمية بـ26 حالة اجهاض متعمد لكل 100 حالة حمل معروفة.

### من حيث عمر الحمل وطريقة الولادة
كما تختلف معدلات الإجهاض حسب مرحلة الحمل وطريقة الولادة. في عام 2003، تم تجميع بيانات في بعض المناطق من الولايات المتحدة والتي ذكرت عمر الحمل، تبين من هذه البيانات أن 88.2% من عمليات الإجهاض جرت في أو قبل 12 أسبوعا، 10.4% جرت في الفترة من 13 إلى 20 أسبوعا، و 1.4% في أو بعد 21 أسابيع. 90.9% من تلك العمليات صنفت بأنها كانت تجرى بأسلوب«جرف» (شفط هوائي، التمدد والجرف، التمدد والإخلاء)، 7.7% بالأساليب الدوائية، 0.4% بأسلوب «التنقيط داخل الرحم» (أملاح أو prostaglandin)، و 1.0% بواسطة وسائل «أخرى» (بما في ذلك العمليات القيصرية واستئصال الرحم). وقد قدر معهد Guttmacher أن هناك 2,200 حالة تمدد وإخراج سليمة في الولايات المتحدة خلال عام 2000، ما يمثل 0.17% من إجمالي عدد حالات الإجهاض في تلك السنة. أما في إنكلترا وويلز ففي عام 006، وقعت 89% من الإجهاضات في 12 أسبوعا أو أقل، و 9% في الفترة ما بين 13 إلى 19 أسبوعا، و 1.5% في 20 أسبوع أو أكثر. 64% من الحالات المسجلة تمت بالشفط الهوائي، 6% بالتمدد والإخراج، و 30% من الإجهاضات تمت بالأساليب الدوائية. الإجهاضات المتأخرة أكثر شيوعا في الصين، الهند، وغيرها من البلدان النامية أكثر منها في البلدان المتقدمة.

### من حيث العوامل الشخصية والاجتماعية

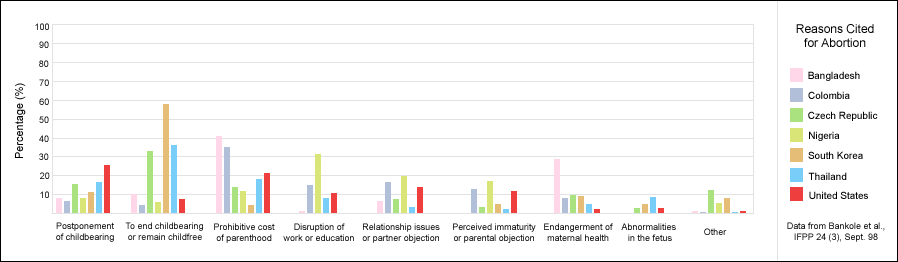
رسم يوضح بيانات مختارة من دراسة عام 1998 عن أسباب الإجهاض.

أجريت دراسة مجمعة في عام 2008، من 27 بلدا، عن الأسباب التي تجعل المرأة تسعى لإنهاء الحمل، وخلصت إلى أن أهم العوامل: الرغبة في تأخير أو إنهاء الحمل، القلق إزاء انقطاع عمل المرأة أو تعليمها، المسائل المالية ومدى استقرار العلاقات، وعدم النضج الكافي. دراسة أخرى في 2004 أسفرت عن نتائج مشابهة عن طريق استطلاع رأي النساء الأمريكيات. أما في فنلندا والولايات المتحدة، لم يكن القلق من المخاطر الصحية التي يشكلها الحمل في حالات فردية عاملا مؤثرا، ومع ذلك، ففي بنجلاديش والهند وكينيا ذُكر القلق من المخاطر الصحية على نحو متكرر كدافع للإجهاض. وجدت دراسة اُجريت على نساء حامل في الولايات المتحدة أن 1% منهن سبب حملهن هو الاغتصاب، و 0.5% نتيجة زنا المحارم. دراسة أمريكية أخرى في عام 2002 خلصت إلى أن 54% من النساء اللواتي أجهضوا، يستخدمن وسيلة من وسائل منع الحمل المختلفة في فترة الحمل، بينما 46% لا يستخدمن هذه الوسائل. أقر 49% من أولئك الذين يستخدمون الواقي عن تعارض استخدام، وكذلك 76% من الذين يستخدمون حبوب منع الحمل الشفهية؛ وأبلغ 42% من الذين استخدموا الواقي الذكري عن فشل سواء بالانزلاق أو الكسر. وقد أشار معهد Guttmacher إلى أن «معظم عمليات الإجهاض في الولايات المتحدة، وقعت بين النساء من الأقليات» لان نساء الأقليات «لديهم أعلى قابلية للحمل غير المتوقع».
يتم إجراء بعض عمليات الإجهاض نتيجة الضغوط التي يمارسها المجتمع. وقد تشمل هذه الضغوط وصم الأشخاص المعاقين، وتفضيل الأطفال من جنس معين، وعدم الموافقة على الأمومة الاحادية، وعدم كفاية الدعم الاقتصادي للأسر، وعدم الوصول إلى أو رفض وسائل منع الحمل، أو الجهود الرامية إلى تحديد النسل (مثل سياسة الطفل الواحد بالصين). هذه العوامل يمكن أن تؤدي أحيانا إلى الإجهاض الإجباري أو الإجهاض بسبب جنس الجنين.

## تاريخ الإجهاض
يرجع الإجهاض المتعمد للعصور القديمة. ثمة أدلة تشير إلى أنه من الناحية التاريخية، يتم إنهاء الحمل عن طريق عدة طرق، منها استخدام الأعشاب المجهضة، واستخدام الأدوات الحادة، والضغط على البطن، وغيرها من التقنيات.
نجد أن القَسم الأبقراطي، وهو البيان الرئيسي لآداب مهنة الطب التي مارسها الأطباء في اليونان القديمة، يمنع الأطباء من المساعدة في الإجهاض. إقترح سورانوس، الطبيب اليوناني من القرن الثاني الميلادي، في عمله أمراض النساء أن المرأة التي ترغب في إجهاض الحمل ينبغي أن تشارك في تمارين نشاط، مثل القفز، حمل الأشياء الثقيلة، وركوب الحيوانات. كما وصف أيضا عدد من الوصفات العشبية للحمامات العشبية، ونزف الدماء، ولكنه نصح بعدم إستخدام الأدوات الحادة للحث على الإجهاض بسبب مخاطر حدوث ثقب في الأعضاء. ويُعتقد أيضا انه بالإضافة إلى استخدامه كمانع للحمل، اعتمد الإغريق على silphium باعتبارها مجهضات. ومثل هذه الأدوية الشعبية، تختلف في فعاليتها ولا تخلو من المخاطر. فعلى سبيل المثال، نجد أن حشيشة الدود والنعناع، والتي استخدمت قديماً لإنهاء الحمل، هي أعشاب سمية لها آثار جانبية خطيرة.
وثـّق الأطباء في العالم الإسلامي قوائم مفصلة ومكثفة عن ممارسات تحديد النسل خلال فترة العصور الوسطى، بما في ذلك إستخدام المجهضات موضحين كلا من مدى فعاليتها وإنتشارها. ذكر هؤلاء الأطباء بدائل كثيرة ومختلفة لتحديد النسل في موسوعاتهم الطبية، مثل 20 إدراج لابن سينا في شريعة الطب (1025) و176 إدراج لمحمد بن زكريا الرازي في كتابه الحاوي (القرن ال10). وظل هذا الدواء دون مثيل له في أوروبا حتى القرن ال19.
إستمر الإجهاض في القرن ال19، على الرغم من الحظر في كل من المملكة المتحدة والولايات المتحدة، كما إقترحت الإعلانات عن الخدمات في العصر الفيكتوري.
بحلول القرن ال20 أعلن كل من الاتحاد السوفيتي (1919)، أيسلندا (1935)، والسويد (1938)، مشروعية بعض أو كل ممارسات الإجهاض. أما في ألمانيا النازية عام 1935، فقد صدر قانون يسمح لأولئك الذين أعتبروا «مرضى بالوراثة»، بينما كان يحظر الإجهاض على النساء من أصل ألماني.

## القضايا الاجتماعية

### الإجهاض الانتقائي بسبب جنس الجنين ووأد البنات
تسمح الموجات الصوتية وفحص amniocentesis للآباء بتحديد جنس المولود قبل الولادة. تطوير هذه التكنولوجيا قد أدى إلى الإجهاض الانتقائي بسبب جنس الجنين، أو الإنهاء المتعمد لإناث الجنين.
يُقترح أن يكون للإجهاض الانتقائي بسبب جنس الجنين مسؤولية جزئية عن التفاوت الملحوظ بين معدل المواليد من الأطفال الذكور والإناث في بعض الأماكن. يقال أن تفضيل الذكور من الأطفال، في كثير من مناطق آسيا، وإجهاض الإناث أساسه الصين، تايوان، كوريا الجنوبية، والهند.
يعد الدور الاقتصادي للرجل في الهند، والتكاليف المرتبطة بالمهر، والتقاليد الهندوسية والتي تنص على الطقوس الجنائزية يجب أن يقوم بها أحد الأقرباء الذكور، كل ذلك أدى إلى ثقافة تفضيل الابن. انتشار الاختبارات التشخيصية على نطاق واسع، خلال السبعينات والثمانينات، أدى إلى الإعلانات عن الخدمات التي تنص على:«استثمر 500 روبية [لاختبار الجنس] الآن لتوفر 50,000 روبية [للمهر) في وقت لاحق». وفي عام 1991، انحرف معدل الذكور للإناث في الهند عن القواعد البيولوجية 105 إلى 100، ليصبح 108 إلى 100. توصل الباحثون إلى أنه بين عامي 1985 و 2005 سوف يصل عدد الأجنة الإناث اللواتي اُجهضن إلى 10 ملايين جنين. أقرت الحكومة الهندية حظرا رسميا لفرز الجنس المولود قبل الولادة في عام 1994 وانتقلت إلى إصدار حظر كامل للإجهاض الانتقائي على أساس نوع الجنس في عام 2002.
في جمهورية الصين الشعبية، نجد أيضا تفضيل الأبناء على الإناث. أدى تنفيذ سياسة الطفل الواحد في عام 1979، استجابة لمخاوف السكان، إلى زيادة التفاوت في النسبة بين الجنسين، حيث حاول الآباء التحايل على القانون من خلال الإجهاض الانتقائي بسبب جنس الجنين، أو التخلي عن بنات غير مرغوب فيهن. للإجهاض بسبب جنس الجنين تأثير على التحول من خط الأساس بين الذكور والإناث إلى ارتفاع المعدل من 114 إلى 100 في عام 2002. وكان هذا الاتجاه أكثر وضوحا في المناطق الريفية: ارتفاع 130:100 في قوانغدونغ و135:100 في هاينان. تم إصدار فرض حظر على ممارسة الإجهاض الانتقائي بسبب جنس الجنين في عام 2003.

### الإجهاض غير الآمن
تلجأ المرأة التي تسعى لإنهاء الحمل في بعض الأحيان إلى أساليب غير آمنة، وخاصة عندما يكون اللجوء إلى الإجهاض القانوني ممنوع.
تُعرف منظمة الصحة العالمية (WHO) الإجهاض غير الآمن بأنه «الإجراء الذي يقوم به أشخاص يفتقرون إلى المهارات اللازمة أو في بيئة لا تتفق مع الحد الأدنى من المعايير الطبية أو كليهما.» تعرف عمليات الإجهاض غير الآمن في بعض الأحيان بالعامية بإجهاض «الزقاق الخلفي». هذا ويمكن أن يشمل أي شخص من دون التدريب الطبي المناسب، أو الشخص المحترف الذي يعمل في ظروف دون المستوى، أو المرأة نفسها.
لا زال يسبب الإجهاض غير الآمن قلقا على الصحة العامة نتيجة لارتفاع معدل الإصابات وشدة المضاعفات المرتبطة به، مثل الإجهاض غير المكتمل، وتعفن الدم، والنزيف، والأضرار التي تلحق بالأعضاء الداخلية. تقدر منظمة الصحة العالمية أن 19 مليون حالة إجهاض غير آمنة تحدث سنويا في جميع أنحاء العالم، وأنه نتيجة لهذا تحدث 68,000 حالة وفاة. ويُذكر أن الإجهاض غير الآمن، على الصعيد العالمي، يتسبب في نحو 13% من مجموع وفيات الأمهات، مع تقديرات إقليمية من بينهم 12% في آسيا و 25% في أمريكا اللاتينية، و 13% في أفريقيا جنوب الصحراء الكبرى. لعام 2007 دراسة نشرت في دورية لانسيت وجدت أنه على الرغم من انخفاض معدلات الإجهاض العالمية من 45.6 مليون في عام 1995 إلى 41.6 مليون في عام 2003، إلا أن العمليات غير الآمنة تمثل 48% من جميع حالات الإجهاض في عام 2003.
وقد اقترحت التثقيف الصحي، والحصول على تنظيم الأسرة، وإدخال تحسينات على الرعاية الصحية أثناء وبعد الإجهاض لمعالجة هذه الظاهرة.

## الجدل حول الإجهاض

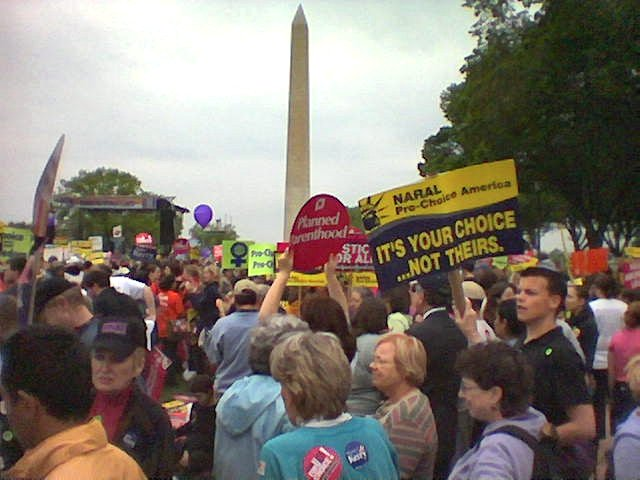
نشطاء مؤيدين لاعتبار الإجهاض خياراً بالقرب من نصب واشنطن العاصمة.

كان الإجهاض المستحث دائما مصدرا كبيرا للنقاش، والجدل، والنشاط. يرتبط عادة موقف الفرد من المسائل الأخلاقية، والفلسفية، والبيولوجية، والقانونية بمنظومة القيم الخاصة به. هناك موقفان رئيسيان في هذا النقاش هما: المؤيد للخيار وهو الموقف الذي يجادل لصالح إتاحة الإجهاض، والموقف المؤيد للحياة الذي يحتج على إتاحة الإجهاض. يمكن وصف الآراء حول الإجهاض بأنها خليط من المعتقدات بخصوص مدى أخلاقيته، المعتقدات بخصوص المسؤولية، المنظور الأخلاقي، وقدر مناسب من تدخل الحكومة في السياسة العامة. تؤثر أيضا الأخلاقيات الدينية على كل من الرأي الشخصي، والنقاش العام حول الإجهاض (انظر الدين والإجهاض).
غالبا ما تقود مناقشات الإجهاض، وخاصة المتعلقة بقانون الإجهاض، جماعات الدعوة إلى واحد من هذين الموقفين. في الولايات المتحدة، نجد المؤيدين لمزيد من القيود القانونية المفروضة على الإجهاض، أو حتى الحظر الكامل له، غالبا ما يصفوا أنفسهم بالموالين للحياة (pro-life) بينما نجد الرافضين للقيود القانونية على الإجهاض يصفوا أنفسهم بالمؤيدين للاختيار (pro-choice). يدعي الموقف المؤيد للحياة عموما أن الجنين هو كائن بشري له الحق في العيش، وأن الإجهاض بمثابة قتل له. يدعي الموقف المؤيد للخيار أن للمرأة بعض الحقوق الإنجابية، وخاصة في اختيار مواصلة الحمل من عدمه.
نجد أن الحجج المقدمة لصالح أو ضد الإجهاض في القطاعين العام والخاص، تركز على الإمكانية الاخلاقية للإجهاض لجواز الإجهاض المتعمد، أو مبرر للقوانين التي تسمح أو تمنع الإجهاض.
كما يركز النقاش على من يجب أن تخطره المرأة الحامل أو أن يكون بموافقة الآخرين في حالات معينة: قاصر، والديها المتزوجان قانونيا، أو زوجها، أو امرأة حامل، أوالأب البيولوجي. في عام 2003 أظهر استطلاع رأي أجراه معهد غالوب في الولايات المتحدة، أن 79% من الذكور و 67% من الإناث من المستطلعين يؤيدون تقنين الزامية إخطار الزوج؛ التأييد الشامل نسبته 72% في مقابل معارضة 26٪.

### الرأي العام
هناك عدد من استطلاعات الرأي في جميع أنحاء العالم فيما يتعلق بقضية الإجهاض. جاءت نتائج هذه الاستطلاعات متفاوتة من استطلاع لآخر، ومن بلد لآخر، ومن منطقة إلى أخرى، في حين تتفاوت فيما يتعلق بمختلف جوانب هذه القضية.
هناك استبيان أجري في شهر مايو عام 2005 حول الإجهاض في 10 بلدان أوروبية، سأل عما إذا كان الرأي العام متفق مع ما جاء في البيان الذي يقول «إذا كانت المرأة لا تريد أطفال، فإنها ينبغي أن يسمح لها بإجراء عملية إجهاض». أعلى مستوى للموافقة كان 81% (في الجمهورية التشيكية)، في حين كان أقل نسبة موافقة 47% في (بولندا).
طالب استبيان آخر في أمريكا الشمالية، تم في ديسمبر 2001 الرأي العام الكندي في تحديد ماهية الظروف التي نعتقد أنها ينبغي السماح فيها بالإجهاض؛ أجاب 32% أنهم يعتقدون أن الإجهاض ينبغي أن يكون قانونيا في جميع الظروف، 52% أنه ينبغي أن يكون قانونيا في ظروف معينة، و 14% أنه ينبغي أن يكون محظورا. وأجري استطلاع مماثل في أبريل 2009 في الولايات المتحدة حول الرأي العام الأمريكي بشأن الإجهاض؛ رأى 18% أن الإجهاض ينبغي أن يكون «قانونيا في جميع الحالات»، و 28% رأوا أن الإجهاض ينبغي أن يكون «قانونيا في معظم الحالات»، ورأى 28% أن الإجهاض ينبغي أن يكون «غير قانونيا في معظم الحالات»، وقال 16% أن الإجهاض ينبغي أن يكون «محظور في جميع الحالات». استبيان آخر في تشرين الثاني / نوفمبر 2005 في المكسيك، وجد أن 73.4% يعتقدون أنه ينبغي عدم إضفاء الشرعية على الإجهاض في حين أن 11.2% يعتقدون أنه ينبغي.
وجد استطلاع للمواقف في أمريكا الجنوبية، كانون الأول/ديسمبر 2003 أن 30% من الأرجنتينيين يعتقدوا أن الإجهاض في الأرجنتين ينبغي أن يكون قانونيا«بغض النظر عن الوضع»، 47% أنه يجب السماح به «في بعض الظروف»، و23% أنه لا ينبغي السماح به «بغض النظر عن الوضع». ووجد استطلاع آذار/مارس 2007 بشأن قانون الإجهاض في البرازيل أن 65% من البرازيليين يعتقدوا أنه «لا ينبغي تعديل القانون»، و 16% أنه ينبغي توسيع «السماح للإجهاض في حالات أخرى»، و 10% أن الإجهاض يجب أن يكون «مُجَرم»، و 5% «ليسوا متأكدين». ووجد استطلاع يوليو 2005 في كولومبيا أن 65.6٪؜ قالوا إنهم يعتقدون أن الإجهاض ينبغي أن يظل غير قانوني، 26.9٪؜ أنه يجب أن يكون قانونيا، فيما كان 7.5٪؜ غير متأكدين.

### قضايا مختارة من جدل الإجهاض

#### فرضية سرطان الثدي
فرضية سرطان الثدي المترتب على الإجهاض تفترض أن الإجهاض المتعمد يزيد من مخاطر الإصابة بسرطان الثدي. خلصت الآراء العلمية حتى الآن إلى أنه ليس هناك ارتباط كبير بين إجهاض الربع الأول، واحتمال الإصابة بسرطان الثدي.
في بداية فترة الحمل، نجد أن مستويات هرمون الاستروجين تزداد، مما يؤدي إلى نمو الثدي استعدادا للرضاعة. وتقترح الفرضية أنه إذا تم مقاطعة هذه العملية بسبب الإجهاض  –  قبل النضج الكامل في الربع الثالث  – ، بالتالي سيترك خلايا غير ناضجة غير محصنة أكثر نسبيا عما كان عليه قبل الحمل، مما يؤدي إلى ازدياد خطر الإصابة بسرطان الثدي. أُقترحت آلية هذه الفرضية وتم استكشافها في درايات على الفئران أجريت في الثمانينات.

#### نقاش الألم الجنيني
الألم الجنيني، وجوده، وآثاره تركا بصمة واضحة في جدل الإجهاض. كثير من الباحثين في مجال التنمية الجنينية يعتقدوا أنه من غير المرجح أن الجنين يشعر بالألم إلا بعد الشهر السابع من الحمل. بعض العلماء لا يوافق على ذلك الرأي. <المرجع: يقترح Developmental neurobiologists أن إنشاء اتصالات مهادية (في عمر نحو 26 أسبوعا) قد تكون مسببة لألم الجنين. ولكن التشريع الذي اقترحه المؤيدين للحياة يتطلب أطباء الإجهاض أن يقول للمرأة أن الجنين ربما سيشعر بالألم خلال الإجهاض.
استعراض من قبل باحثين من جامعة كاليفورنيا في سان فرانسيسكو في جاما خلص إلى أن البيانات من عشرات التقارير والدراسات الطبية تشير إلى أنه من غير المرجح أن الجنين سيشعر بالألم حتى الربع الثالث من الحمل. ولكن عددا من النقاد الطبيين شكك في هذه الاستنتاجات. وفي نهاية القرن الـ20 كان هناك توافق في الآراء بين Developmental neurobiologists بأن إنشاء اتصالات مهادية (نحو 26 أسبوعا) قد تكون مسببة لألم الجنين. باحثين آخرين مثل أناند فيسك تحدى هذا التاريخ المتأخر، مفترضا أن الألم يمكن أن يحدث في نحو 20 أسبوعا من عمر الحمل. ولما يمكن أن ينطوي على الألم من عوامل حسية وعاطفية ومعرفية، قد يكون «من المستحيل معرفة» إذا كانت تجربة مؤلمة، حتى لو كان معروف عندما يتم إنشاء الوصلات المهادية. على أي حال، واحدة من الخطوات الأولى في الربع الثاني والربع الثالث من حالات الإجهاض هي تخدير الجنين أو وقف قلب الجنين لمنع الألم. [بحاجة لمصدر]

#### تأثير الإجهاض على معدل الجريمة
ثمة محاولات نظرية للربط بين انخفاض معدل الجريمة في الولايات المتحدة خلال التسعينات التي لم يسبق لها مثيل على الصعيد الوطني، وبين إلغاء تجريم الإجهاض قبلها ب20 عاما.
تم تسليط الضوء على هذا الفرض على نطاق واسع في عام 1999 من قبل الصحيفة الأكاديمية المسماة أثر الإجهاض المقنن على الجريمة، مؤلف من قبل الاقتصاديين د. ستيفن ليفيت وجون دونوهيو. وعزوا الانخفاض في الجريمة إلى الحد من الأفراد الذين يعتقد أنهم أصحاب أعلى احتمال لارتكاب الجريمة وهم: الأطفال غير المرغوب فيهم، وخاصة أولئك الذين ولدوا لأمهات من أصل إفريقي، والفقير، والمراهقين، وغير المتعلمين، والأعزب. وتزامن مع هذا التغيير ما كان يمثل مرحلة المراهقة، أو ذروة سنوات من المحتمل الإجرامي، وأولئك الذين لم يولدوا نتيجة قضية رو ضد ويد والقضايا المماثلة. وأشارت دراسة ليفيت ودونوهيو أيضا إلى أن الولايات التي تم تقنين الإجهاض بها قبل الولايات الأخرى شهدت انخفاض معدل الجريمة في وقت سابق، وكلما ارتفعت معدلات الإجهاض انخفضت معدلات الجريمة.
زميلا الاقتصاد كريستوفر فوت وكريستوفر جويتز انتقدا المنهجية في دراسة دونوهيو - ليفيت، مشيرا إلى عدم وجود أماكن لتغيرات سنوية على مستوى الولاية مثل إدمان الكوكايين، واعادة حساب وقوع الجريمة للفرد، فهي لم تجد دلالة إحصائية. رد ليفيت ودونوهيو على ذلك بتقديم تعديل على مجموعة من البيانات التي تأخذ في الاعتبار هذه المخاوف وذكرت أن البيانات الإحصائية لأهمية الحفاظ على ورقة أولية.
هذا البحث تعرض لانتقادات من قبل البعض بأنها النفعية، والتمييزية للعرق والطبقة الاجتماعية والاقتصادية، وتعزيز تحسين النسل كحل للجريمة. يقول ليفيت في كتابه الاقتصاد العجيب أنه لم يشجع أو يلغي أي عمل بل قدموا مجرد تقارير بيانات كاقتصاديين.

### الإجهاض حسب الدول والمناطق

#### الإجهاض في الوطن العربي
| ممنوع تماماً، لا وجود لأي استثناء قانوني | مسموح لإنقاذ حياة الأم                                               | مسموح لإنقاذ حياة الأم والمحافظة على الصحة الجسدية | مسموح لإنقاذ حياة الأم والمحافظة على الصحة الجسدية والعقلية | مسموح دون قيد |
| --------------------------------------- | -------------------------------------------------------------------- | -------------------------------------------------- | ----------------------------------------------------------- | ------------- |
| العراق ومصر                             | لبنان، عُمان، سوريا، الأمارات، فلسطين، اليمن، ليبيا، الصومال، السودان | الأردن، الكويت، قطر، السعودية، المغرب، جيبوتي      | الجزائر                                                     | تونس والبحرين |

تحتل المغرب المرتبة الأولى في عمليات الإجهاض السري بـ1400 حالة يوميا، وفي تونس وحسب إحصاءات الديوان الوطني لعام 2017 تقدّر عدد حالات الإجهاض بـ34 ألف حالة سنويا؛ 20 بالمئة منها لنساء عازبات. وفي السعودية ذكرت وزارة الصحة أنه تم تسجيل 51 ألف حالة إجهاض سنة 2014، بزيادة تقدر بـ 27 بالمائة

#### في فرنسا
تعود إباحة الإجهاض في فرنسا إلى قانون كتبته سيمون فاي. كان ذلك في السابع عشر من يناير عام 1975.

#### سياسة مكسيكو سيتي
سياسة مكسيكو سيتي، المعروفة أيضا باسم «قاعدة الحجر الشامل» تتطلب أي منظمة غير حكومية تتلقى تمويلا من الحكومة الأمريكية أن تمتنع عن القيام أو تعزيز خدمات الإجهاض في بلدان أخرى. وكان لذلك تأثير كبير على السياسات الصحية للعديد من الدول في جميع أنحاء العالم. تأسست سياسة مكسيكو سيتي في إطار سياسة الرئيس ريغان، وعلقت في ظل الرئيس كلينتون الذي أعاده الرئيس الاميركي جورج بوش، وأوقف مرة أخرى عن طريق الرئيس باراك أوباما على 24 يناير 2009.

### آراء دينية

#### الإسلام
يتفق معظم علماء الفقه في الإسلام على تحريم إجهاض الجنين دون وجود ضرورة لإجهاضه؛ لأن إجهاضه من غير ضرورة بعد نفخ روحه يُعتبر موازياً للقتل، ويؤمن المسلمين أن عملية نفخ الروح عند البشر تقع بعد مائة وعشرين يوماً، وأما قبل نفخ الروح فقد اختلف في حكم الإسقاط من غير ضرورة، لكن أجاز بعض الفقهاء الإجهاض في الأربعين يومًا الأولى من الحمل لعذر قوي إما لإنقاذ حياة المرأة أو إن كان الحمل من زنا أو اغتصاب، قال الرملي: «لو كانت النطفة من زنا فقد يتخيل الجواز قبل نفخ الروح.»، حيث الحنفية بالإباحة لعذر ضروري فقط في أول مراحل الحمل، وقال ابن وهبان: «إن إباحة الإسقاط محمولة على حالة الضرورة». بينما معتمد المالكية التحريم مُطلقًا، فيقول الدردير: «لا يجوز إخراج المني المتكون في الرحم ولو قبل الأربعين يوما.»، ومن هذه الأقوال:
- القول الأول: تحريم الإسقاط في جميع الأطوار، وهو قول أكثر المالكية، وبعض الحنفية، والشافعية، والحنابلة، وقول الظاهرية.
- القول الثاني: جواز الإسقاط في النطفة لعذر وضرورة والتحريم في بقية الأطوار، وهذا قول بعض المالكية والمذهب عند الحنابلة.
- القول الثالث: جواز الإسقاط قبل نفخ الروح لعذر وضرورة، وهو قول الحنفية، وبعض الشافعية، وبعض الحنابلة.

#### المسيحية
الإجهاض محرم بتاتاً في الكاثوليكية بغض النظر عن مدة الحمل. وعلاوة على كونه خطيئة كبيرة، يُعتبر جريمة عقوبتها الحرمان الكنسي.

#### اليهودية
تبيحه في الأشهر الثلاثة الأولى من الحمل وتحرّمه بعد ذلك.

## مدى قانونية الإجهاض
قبل أن يكتشف العلماء في القرن التاسع عشر أن التطور البشري يبدأ بالتخصيب، قام القانون الإنكليزي بمنع الإجهاض بعد «التسارع»، أي بعد «قدرة الرضيع على إثارة في رحم الأم». وحدث أيضا في وقت سابق لهذه الفترة في إنكلترا انه تم حظر الإجهاض «في حال تكون الجنين بالفعل» ولكنه لم يتسارع بعد. تم تجريم الإجهاض قبل وبعد التسارع جريمة في قانون اللورد Ellenborough في عام 1803. أما في عام 1861، قام برلمان المملكة المتحدة بتمرير هجمات ضد قانون برسون 1861، والتي استمرت في تحريم الإجهاض، وأصبحت نموذجا للحظر المماثل في بعض الدول الأخرى.
كان تشريع الاتحاد السوفييتي في عام 1920، وأيسلندا في عام 1935، هما من أوائل التشريعات التي تسمح بالإجهاض عموما. شهد النصف الثاني من القرن ال20 تحرير قوانين الإجهاض في بلدان أخرى. فإن قانون الإجهاض 1967 يسمح بالإجهاض لأسباب محددة في بريطانيا العظمى. في قضية 1973، رو ضد وايد، حكمت المحكمة العليا للولايات المتحدة بإسقاط القوانين التي تحظر الإجهاض، والحكم بأن هذه القوانين تنتهك ضمنيا الحق في الخصوصية الموجود في دستور الولايات المتحدة. وبالمثل، في قضية R. ضد Morgentaler، فإن المحكمة العليا في كندا قامت بالتخلص من قانونها الجنائي عن الإجهاض في عام 1988، بعد أن قضت بأن هذه القيود تنتهك الأمن الشخصي للمرأة المكفول بموجب الميثاق الكندي للحقوق والحريات. قامت كندا في وقت لاحق بإسقاط لوائح المقاطعة المتعلقة بالإجهاض في قضية R. ضد Morgentaler (1993). وعلى النقيض من ذلك، فقد تأثر الإجهاض في أيرلندا بإضافة تعديل للدستور الأيرلندي في استفتاء شعبي في عام 1983، وقامت بالاعتراف بـ«الحق في الحياة للجنين».
القوانين الحالية المتعلقة بالإجهاض متنوعة. حيث يستمر تأثير العوامل الدينية والأخلاقية والثقافية على قوانين الإجهاض في جميع أنحاء العالم. فإن الحق في الحياة، والحق في الحرية، والحق في الأمن الشخصي، والحق في الصحة الإنجابية هي القضايا الرئيسية في مجال حقوق الإنسان التي تستخدم أحيانا لتبرير وجود أو عدم وجود قوانين السيطرة على الإجهاض. في كثير من البلدان التي تبيح الإجهاض نجد أنها تتطلب معايير معينة يجب الوفاء بها من أجل تقنين الإجهاض، وفي كثير من الأحيان، ولكن ليس دائما، نجد أن تلك المعايير هي نظام قائم على تقسيم عمر الحمل إلى أرباع لتنظيم النافذة الشرعية:
- بعض الولايات في الولايات المتحدة تفرض مدة 24 ساعة فترة انتظار قبل إجراء الإجهاض، وصف توزيع المعلومات عن تطور الجنين، أو تقضي بأن يكون الآباء مرتبطين إذا طلبت ابتهما القيام بالإجهاض.[128]
- في بريطانيا العظمى، كما هو الحال في بعض البلدان الأخرى، يجب أولا أن يشهد طبيبين بأن الإجهاض ضروري طبيا أو اجتماعيا، قبل أن يقوم به.
- في كندا، رفض شرط مماثل في عام 1988 لأنه غير دستوري.

بلدان أخرى، والتي عادة ما يكون فيها الإجهاض غير قانوني، تسمح بالإجهاض في حالة الاغتصاب، وزنا المحارم، أو أن يكون خطرا على حياة المرأة الحامل أو صحتها.
- منع عدد قليل من الدول الإجهاض تماما مثل: شيلي، والسلفادور، وأيرلندا، ومالطا، ونيكاراغوا، مما ترتب على ذلك ارتفاع في عدد وفيات الأمهات بشكل مباشر وغير مباشر بسبب الحمل.[129][130] ومع ذلك، ففي عام 2006، بدأت الحكومة الشيلية بالتوزيع المجاني لموانع الحمل في الحالات الطارئة.[131][132]
- في بنجلاديش، الإجهاض غير قانوني، إلا أن الحكومة منذ فترة طويلة تدعم شبكة من «عيادات تنظيم الحيض»، حيث استخراج الحيض (شفط هوائي يدوي) يمكن أن يُؤدي بطريقة نظيفة.[133]

في الأماكن التي تحرم الإجهاض أو يحمل وصمة اجتماعية كبيرة، نجد أن النساء الحوامل يمكن أن يقوموا بالسفر إلى بلدان أخرى حيث يستطيعوا إنهاء الحمل. تلجأ النساء غير القادرات على السفر إلى عمليات الإجهاض غير القانونية.
في الولايات المتحدة، نجد أن نحو 8% من عمليات الإجهاض تتم على النساء الذين جاءوا من دولة أخرى. بالرغم من ذلك فهو يقع على الأقل تحت عباءة القيود الموضوعة على الإجهاض وفقا لعمر الحمل أو ندرة المدربين والأطباء المستعدين لعمل ذلك في وقت متأخر من الحمل.

## إجهاض الحيوانات
يحدث الإجهاض التلقائي في العديد من الحيوانات. على سبيل المثال، في الأغنام، قد يكون سببها الازدحام من خلال الأبواب، أو عندما يطاردوا من الكلاب. أما في الأبقار فقد ينجم الإجهاض عن الأمراض المعدية مثل الحمى المتموجة أو Campylobacter، ولكن كثيرا ما يمكن السيطرة عليه بواسطة التطعيم. وبالإضافة إلى ذلك، توجد العديد من الأمراض التي تسبب وتزيد من احتمال الإجهاض في الحيوانات.[بحاجة لمصدر]
قد يُستحث الإجهاض أيضا في الحيوانات، وذلك في سياق تربية الحيوانات. فعلى سبيل المثال، قد يُستحث الإجهاض في الفرس التي تم مزاوجتها بطريقة غير سليمة، أو التي تم شراؤها من قبل أصحابها الذين لم يدركوا انها كانت حاملا، أو التي تكون حامل في توأم.
من الممكن حدوث قتل الأجنة بين الخيل والحمر الوحشية بسبب المضايقات التي يتعرض لها الحوامل من الذكور أو الإجبار على الجماع، بالرغم من ذلك فقد تردد العلماء في تحديد تتابع الإجهاض في البرية. قد يقوم ذكر القرد الجراي لانجر بمهاجمة الإناث بعد الاستيلاء عليهم، مما يسبب الإجهاض.